# Campeonato de España de selecciones autonómicas de hockey patines 2018

El Campeonato de España de selecciones autonómicas de hockey patines se celebra en la ciudad de La Coruña, Galicia. El torneo masculino cuenta con diez selecciones autonómicas y el torneo femenino con ocho. Es organizado por la Real Federación Española de Patinaje. La selección vencedora fue la Selección Catalana, tanto en el campeonato masculino como en la femenino.

## Torneo masculino

### Fase de grupos

#### Grupo A
| Pos. | Equipo    | PJ | PG | PE | PP | PF | PC | +/- | Puntos |
| ---- | --------- | -- | -- | -- | -- | -- | -- | --- | ------ |
| 1.   | Madrid    | 4  | 4  | 0  | 0  | 25 | 2  | +23 | 12     |
| 2.   | Andorra   | 4  | 3  | 0  | 1  | 10 | 13 | -3  | 9      |
| 3.   | Andalucía | 4  | 2  | 0  | 2  | 8  | 8  | 0   | 6      |
| 4.   | Navarra   | 4  | 1  | 0  | 3  | 6  | 9  | -3  | 3      |
| 5.   | Euskadi   | 4  | 0  | 0  | 4  | 3  | 20 | -17 | 0      |

#### Grupo B
| Pos. | Equipo               | PJ | PG | PE | PP | PF | PC | +/- | Puntos |
| ---- | -------------------- | -- | -- | -- | -- | -- | -- | --- | ------ |
| 1.   | Cataluña             | 4  | 4  | 0  | 0  | 27 | 3  | +24 | 12     |
| 2.   | Comunidad Valenciana | 4  | 3  | 0  | 1  | 16 | 8  | +8  | 9      |
| 3.   | Galicia              | 4  | 2  | 0  | 2  | 15 | 16 | -1  | 6      |
| 4.   | Asturias             | 4  | 1  | 0  | 3  | 6  | 11 | -5  | 3      |
| 5.   | Castilla y León      | 4  | 0  | 0  | 4  | 1  | 27 | -26 | 0      |

### Fase Final
|  | Semifinales  | Semifinales  | Semifinales  | Semifinales |  |  | Final | Final | Final | Final |  |
|  |              |              |              |             |  |  |       |       |       |       |  |
|  |              |              |              |             |  |  |       |       |       |       |  |
|  | Bandera de ? |              |              |             |  |  |       |       |       |       |  |
|  |              |              |              |             |  |  |       |       |       |       |  |
|  | Bandera de ? |              |              |             |  |  |       |       |       |       |  |
|  |              | Bandera de ? |              |             |  |  |       |       |       |       |  |
|  |              |              |              |             |  |  |       |       |       |       |  |
|  |              |              | Bandera de ? |             |  |  |       |       |       |       |  |
|  | Bandera de ? |              |              |             |  |  |       |       |       |       |  |
|  |              |              |              |             |  |  |       |       |       |       |  |
|  | Bandera de ? |              |              |             |  |  |       |       |       |       |  |
|  |              |              |              |             |  |  |       |       |       |       |  |
|  |              |              |              |             |  |  |       |       |       |       |  |

## Torneo femenino

### Fase de grupos

#### Grupo A
| Pos. | Equipo               | PJ | PG | PE | PP | PF | PC | +/- | Puntos |
| ---- | -------------------- | -- | -- | -- | -- | -- | -- | --- | ------ |
| 1.   | Cataluña             | 0  | 0  | 0  | 0  | 0  | 0  | 0   | 0      |
| 2.   | Madrid               | 0  | 0  | 0  | 0  | 0  | 0  | 0   | 0      |
| 3.   | Comunidad Valenciana | 0  | 0  | 0  | 0  | 0  | 0  | 0   | 0      |
| 4.   | Euskadi              | 0  | 0  | 0  | 0  | 0  | 0  | 0   | 0      |

#### Grupo B
| Pos. | Equipo          | PJ | PG | PE | PP | PF | PC | +/- | Puntos |
| ---- | --------------- | -- | -- | -- | -- | -- | -- | --- | ------ |
| 1.   | Asturias        | 0  | 0  | 0  | 0  | 0  | 0  | 0   | 0      |
| 2.   | Navarra         | 0  | 0  | 0  | 0  | 0  | 0  | 0   | 0      |
| 3.   | Galicia         | 0  | 0  | 0  | 0  | 0  | 0  | 0   | 0      |
| 4.   | Castilla y León | 0  | 0  | 0  | 0  | 0  | 0  | 0   | 0      |

### Fase Final
|  | Semifinales  | Semifinales  | Semifinales  | Semifinales |  |  | Final | Final | Final | Final |  |
|  |              |              |              |             |  |  |       |       |       |       |  |
|  |              |              |              |             |  |  |       |       |       |       |  |
|  | Bandera de ? |              |              |             |  |  |       |       |       |       |  |
|  |              |              |              |             |  |  |       |       |       |       |  |
|  | Bandera de ? |              |              |             |  |  |       |       |       |       |  |
|  |              | Bandera de ? |              |             |  |  |       |       |       |       |  |
|  |              |              |              |             |  |  |       |       |       |       |  |
|  |              |              | Bandera de ? |             |  |  |       |       |       |       |  |
|  | Bandera de ? |              |              |             |  |  |       |       |       |       |  |
|  |              |              |              |             |  |  |       |       |       |       |  |
|  | Bandera de ? |              |              |             |  |  |       |       |       |       |  |
|  |              |              |              |             |  |  |       |       |       |       |  |
|  |              |              |              |             |  |  |       |       |       |       |  |